# إيبن بريتون
إيبن بريتون (بالإنجليزية: Eben Britton)‏ هو لاعب كرة قدم أمريكية أمريكي، ولد في 14 أكتوبر 1987 في بروكلين في الولايات المتحدة.

## وصلات خارجية
- الموقع الرسمي
- إيبن بريتون على موقع مرجع كرة القدم المحترفة.كوم (الإنجليزية)